# Sminthopsis macroura
Sminthopsis macroura là một loài động vật có vú trong họ Dasyuridae, bộ Dasyuromorphia. Loài này được Gould mô tả năm 1845.

## Hình ảnh

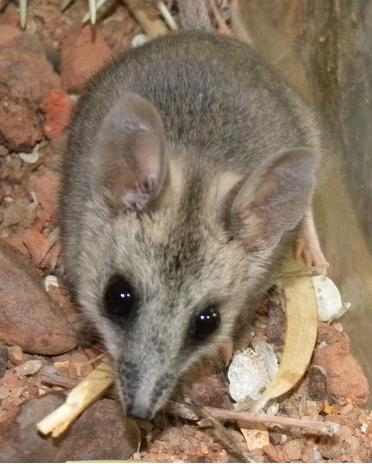
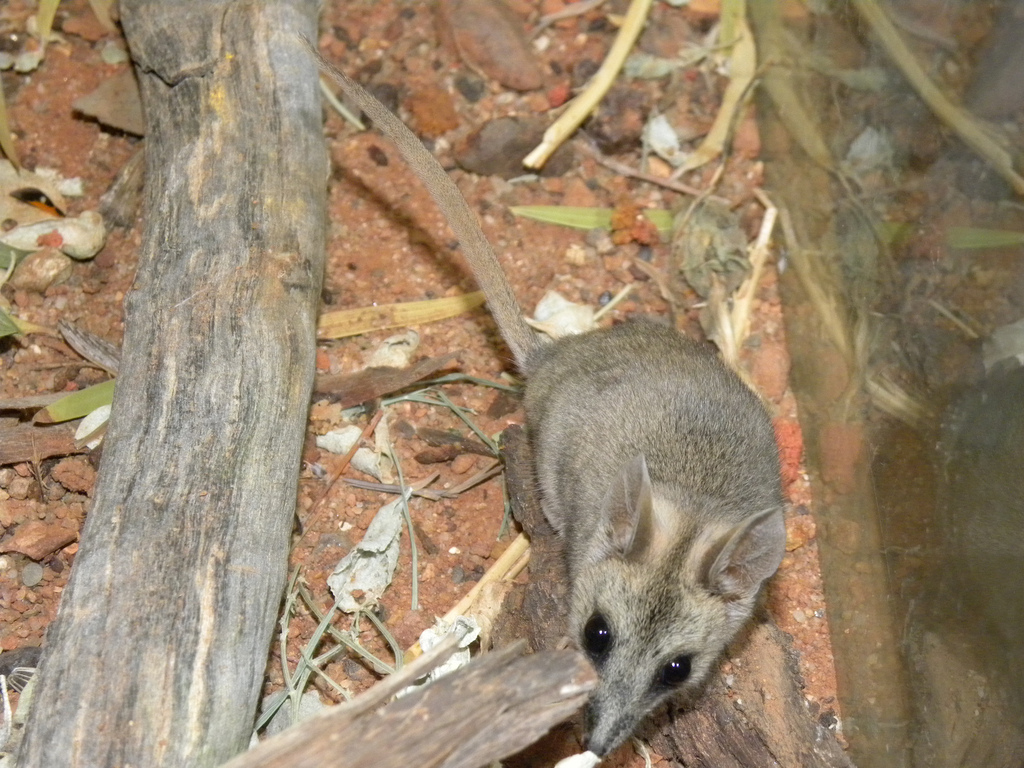
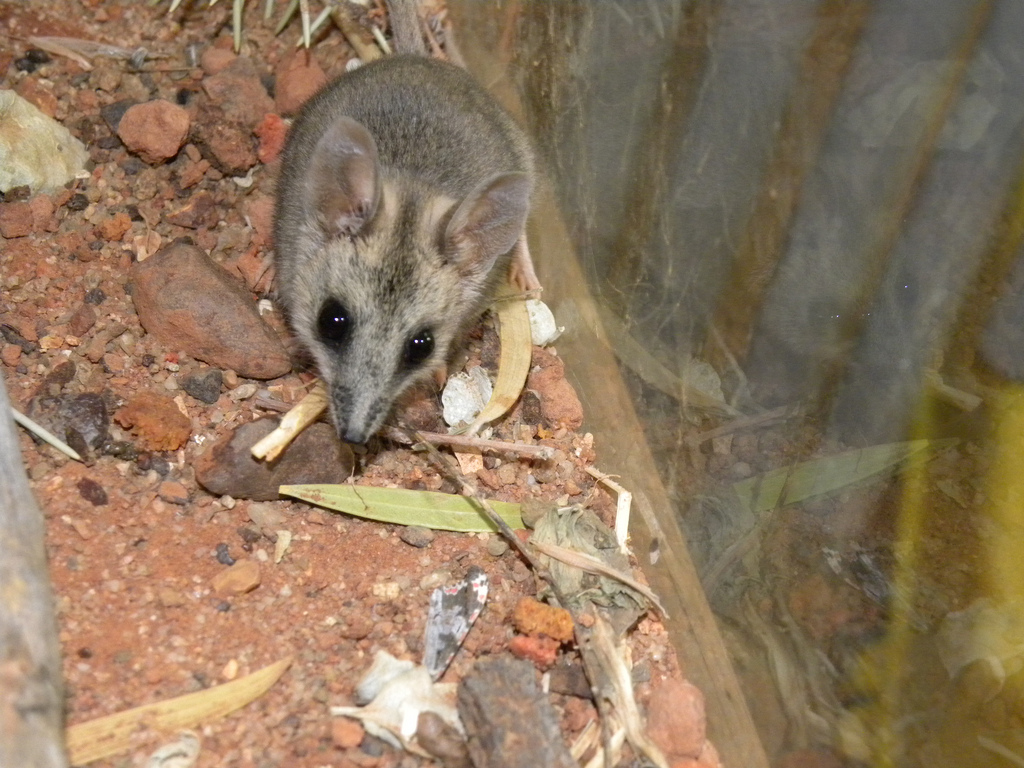